# Stephanopis badia
Stephanopis badia är en spindelart som beskrevs av Eugen von Keyserling 1880. Stephanopis badia ingår i släktet Stephanopis och familjen krabbspindlar.
Artens utbredningsområde är Colombia. Inga underarter finns listade i Catalogue of Life.